# King Mongkut’s Institute of Technology Lat Krabang

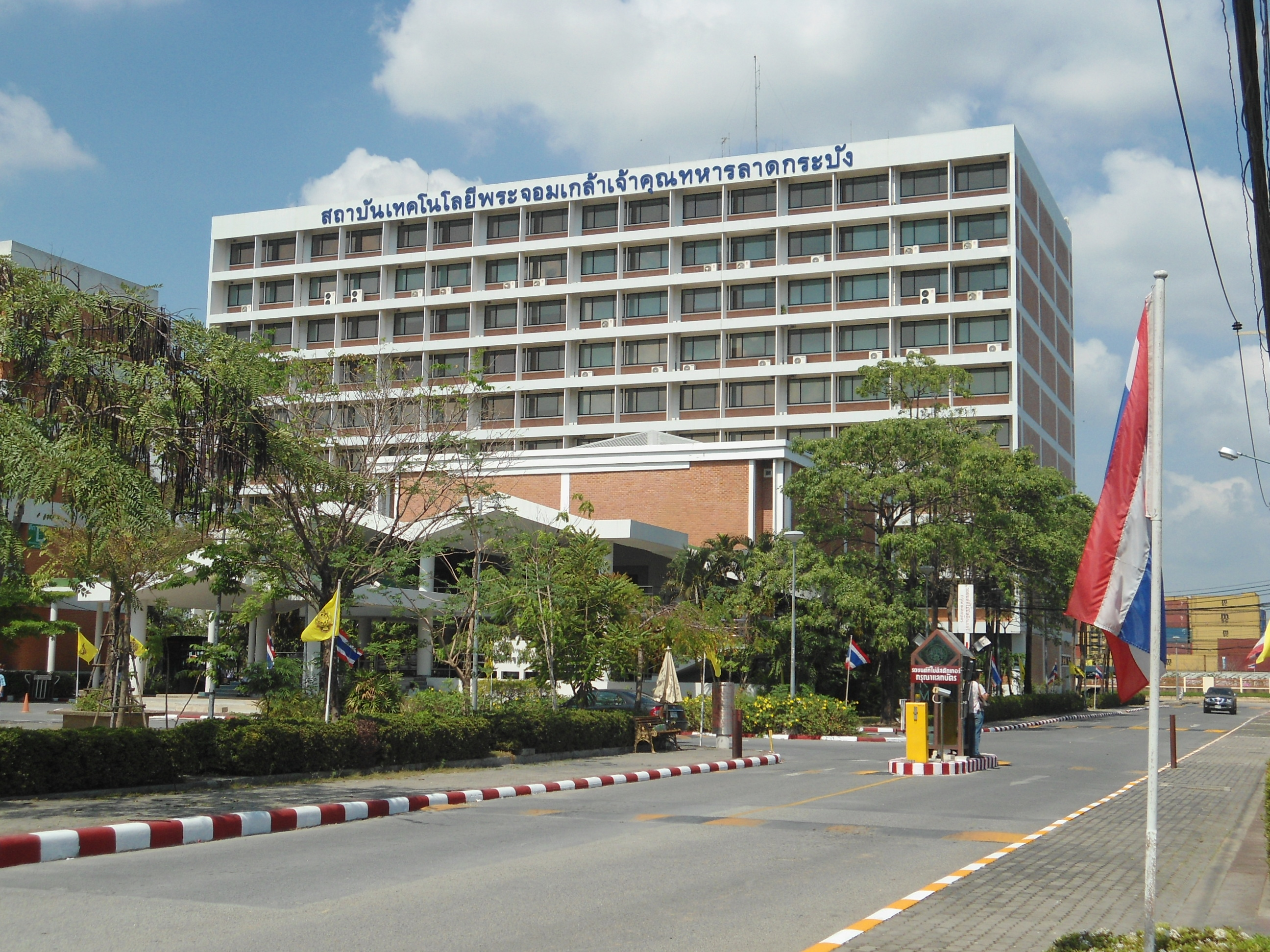
Hauptgebäude

Das King Mongkut’s Institute of Technology Lat Krabang  (thailändisch สถาบันเทคโนโลยีพระจอมเกล้าเจ้าคุณทหารลาดกระบัง) (auch Ladkrabang; König-Mongkut-Institut für Technologie Lat Krabang; kurz: KMITL) ist eine thailändische Lehr- und Forschungsanstalt. dER Hauptcampus befindet sich in Bangkok, Bezirk Lat Krabang.

## Geschichte
im August 1960 wurde das Ausbildungszentrum für Telekommunikation in der Provinz Nonthaburi mit technischer Unterstützung der japanischen Regierung gegründet und wurde später in Nonthaburi Institute of Telecommunications umbenannt. 1971 kamen zwei weitere Colleges hinzu, so dass das Institut zu King Mongkut’s Institute of Technology wurde. Nach dem Umzug des Instituts nach Lat Krabang in der Nähe des Flughafens Suvarnabhumi erhielt es seinen heutigen Namen.
Ab 1982 gab es den ersten Promotionsstudiengang für Elektroingenieure in Thailand. In neuerer Zeit arbeitet das Institut mit dem Thailand Advanced Institute of Science and Technology zusammen, das gemeinsam mit dem Tokyo Institute of Technology, der Thailand National Science and Technology Development Agency und dem Sirindhorn International Institute of Technology unterhalten wird.

## Allgemeines und Lage
Die Universität befindet sich etwa 30 Kilometer östlich des Stadtzentrums, in unmittelbarer Nähe des Flughafens Suvarnabhumi und bildet eine Universität mit sieben Fakultäten, darunter Ingenieurwissenschaften, Architektur, Agrartechnik, Naturwissenschaften, Industrieausbildung, Agrarindustrie und Informationstechnologie. Die Universität hatte 2012 insgesamt 24.990 Studierende, wovon 83 % auf Bachelor, 14 % auf Master und 3 % auf PhD. Studenten fallen. Der Größten Anteil der Studenten ist in der Fakultät für Ingenieurwissenschaften eingeschrieben.

## Akademische Einrichtungen

### Campus
- King Mongkut’s Institute of Technology Lat Krabang in Lat Krabang, Bangkok
- King Mongkut’s Institute of Technology Lat Krabang, Chumphon Campus

### Fakultäten
- International College
- Fakultät für Ingenieurwissenschaft
- Fakultät für Architektur
- Fakultät für Naturwissenschaften
- Fakultät für Industrieausbildung
- Fakultät für Agrartechnik
- Fakultät für Informationstechnologie
- Graduiertenkolleg

### Zentren und Dienstleistungen
- Research Center for Communication and Information Technology (ReCCIT)
- Industry-University Cooperative Research Center in Data Storage Technology and Applications
- Advanced Research Center for Photonics
- Nanotechnology Research Center (in Kooperation mit NANOTECH von NSTDA)
- Business Incubator Center
- Computer Research and Service Center
- Electronics Research Center
- Engineering Service and Development Center
- Scientific Instruments Service Center (SISC)
- Electrical and Electronics Products Testing Center (PTEC), gemeinsam mit NSTDA
- Engineering Research Park (Forschungspark für Ingenieurwissenschaft)

## Persönlichkeiten
- Surayud Chulanont, General, früherer Premierminister und Präsident des Universitätsrats
- Itti Palangkul, Sänger (†)
- Punya Thitimajshima, Informationstheoretiker und Hochschullehrer, einer der Erfinder der Turbo-Codes.

## Kontroverse
Am 28. November 2013 wurde bekanntgegeben, dass der Präsident Tawil Paungma seines Amtes enthoben wurde. Tawil wurde vorgeworfen, unter anderem die Zensuren seines Sohnes gefälscht zu haben; des Weiteren habe er ein Programm initiiert, welches lediglich für Politiker zugänglich war.

## Ranking
Im QS World University Ranking 2013 zählte das KMITL zu den führenden Institutionen Thailands in der Fächergruppe Ingenieurwissenschaften. In der Kategorie Elektroingenieurwesen belegte sie den zweiten, in Informatik den dritten Platz.